# Soundz
Pour les articles homonymes, voir Sound.
Soundz, de son vrai nom Kenneth Charles Coby, né en 1985 à Decatur, en Géorgie, est un rappeur, auteur-compositeur et producteur de hip-hop et RnB américain. Durant sa carrière, il collabore avec de nombreux artistes à succès comme Trey Songz (Foreign), Rae Sremmurd (Throw Sum Mo) et Justin Bieber (Confident). Il collabore aussi avec des artistes tels que Ciara, Brandy, Pitbull, Trina, Usher, Young Boss ou encore Rihanna.

## Biographie
Il travaille avec Ciara sur ses albums, Basic Instinct en 2010 et Ciara en 2013. En décembre 2011, Soundz publie sa mixtape Jeep Boyz Christmas qui fait participer Casey Jones, Milla, Chantel McCrary, Micahfonecheck, Al G, Young Skoop, et MAC. Le 21 septembre 2012, Soundz publie une autre mixtape intitulée Hunger Over Thirst avec DJ Orator
En juin 2015, il publie un single intitulé Kissing on Your Neck suivie de sa vidéo en février 2016. En décembre 2015, il publie un extrait de la chanson Vivian’s Interlude, annonçant un nouvel EP. À la fin de 2015, Soundz publie son premier EP solo intitulé Slow Ain’t Dead. 
Au début de 2016, Soundz publie un clip vidéo de sa chanson Highs and Lows. En février 2016, il publie son premier projet musical de l'année intitulé Sheets, qui fait participer Jeremih et Chi Hoover sur la chanson Partner In Crime et Nez and Rio (ScHoolboy Q, Tinashe, A$AP Rocky) à la production,. En avril 2016, il publie un nouveau single intitulé 4 A.M.. Toujours en avril 2016, Soundz participe au remix de la chanson Permission de Styles P.

## Discographie

### EPs
- 2015 : Slow Ain’t Dead
- 2016 : Sheets

### Mixtapes
- 2011 : Jeep Boyz Christmas
- 2012 : Hunger Over Thirst (avec DJ Orator)

### Singles produits
- 2006 : Le'Che Martin - I'm So (featuring Rico Love)
- 2006 : Scalez (sous JR da Supastar) - Die Another Day : I Just Wanna Hit That (featuring Shagg)
- 2006 : One Chance - Look At Her (featuring Fabo de D4L)
- 2006 : Filthy Rich - Filty By Association : Mobbin' (Hat Down Low)  (featuring Young Boss), Get Money (dans une mixtape)
- 2006 : One Chance - Out Da Chi
- 2007 : 2 Much - Knock Out (produit par Soundz, en même temps que Holla At Ya Boy qui est produit par Darkchild)
- 2007 : Al Grean - Throwin' Ones (featuring Courtney de One Chance)
- 2007 : Atozzio - He Say She Say
- 2007 : Young Boss - In New Jerzey
- 2007 : Berg - Gettin' Paid
- 2007 : Pitbull - Go Girl (featuring Trina & Young Boss) (sur The Boatlift)
- 2007 : Scott Knoxx - Miss Me, Do It (featuring Felicia Renee), She Likes Me (featuring Le'Che Martin), Say Somethin', Killtown (sur Mr. International, mixtape avec DJ Backspin et Homer Blow)
- 2007 : Scalez - Ridin' Fly (sur la mixtape Rebirth of Scalez)
- 2007 : i15 : In the Studio, Blazed and Faded, Work Ya Way Up, Fix, 100 Degress, White Nike Ya
- 2008 : Usher - Here I Stand
- 2009 : Huey - Strictly Business
- 2010 : Angie Romasanta - Check Yourself
- 2010 : Ciara - Gimmie Dat, Heavy Rotation (sur Basic Instinct)
- 2010 : Clyde McKnight - Rockstar (sur l'album Animated)
- 2010 : Rihanna - Skin (sur l'album Loud)
- 2010 : N-Dubz - Living For The Moment (sur l'album Love.Live.Life)
- 2011 : Jawan Harris - Another Planet (featuring Chris Brown), Scholarship
- 2011 : Bryan J - Let Me Take You Out (featuring Travis Porter)
- 2011 : Flo Rida - Broke It Down
- 2011 : Gail Scott - Jack N' Jill
- 2011 : Kelly Rowland - Make Believe
- 2011 : Kush Kloud Klan - Heaven in a Chevy (featuring Casey Jones)[13]
- 2011 : Kush Kloud Klan - The Ropes[14]
- 2011 : Kush Kloud Klan - Almost There (feat. Rihanna)[15]
- 2012 : Justin Bieber - Out of Town Girl (sur l'album Believe)
- 2012 : Cartie - Milly Vanilly[16]
- 2012 : Chantel - Sending My Love (Remix) (featuring The Game)[17]
- 2012 : Bryan J - Werkin[18]
- 2012 : Young Skoop - Deez Heauxs (featuring Cartie & Ty Dolla $ign[19]
- 2013 : Dorrough Music - Snapshot (coproduit par Soundz et DJ Orator)[20]
- 2013 : Skeme - Comin 4 Da Money (coproduit par Soundz et DJ Orator)[21]
- 2013 : Ciara - Sophomore, DUI, Boy Outta Here (featuring Rick Ross) (sur l'album Ciara)
- 2013 : Justin Bieber - Confident (featuring Chance the Rapper), What's Hatnin' (featuring Future) (sur l'album Journals)
- 2014 : Trey Songz - Foreign, Foreign Remix (feat. Justin Beiber) (sur l'album Trigga)
- 2014 : Chris Brown - 101 (Interlude) (sur l'album X)
- 2014 : K. Michelle - Hard to Do (sur l'album Anybody Wanna Buy a Heart?)
- 2014 : Kid Ink - Star Player (sur My Own Lane)
- 2015 : Rae Sremmurd -  Throw Sum Mo (featuring Nicki Minaj & Young Thug) (sur SremmLife)
- 2015 : Casey Veggies - A Little Time (sur l'album Live and Grow)
- 2015 : Justin Bieber - No Sense
- 2016 : Styles P - Permission (Remix)[12]